# Fury (film, 1936)
Fury är en amerikansk dramafilm från 1936 i regi av Fritz Lang. I huvudrollerna ses Sylvia Sidney och Spencer Tracy, i övriga roller märks Walter Abel, Bruce Cabot, Edward Ellis och Walter Brennan. År 1995 valdes filmen ut för att bevaras i National Film Registry av USA:s kongressbibliotek då den anses vara ”kulturellt, historiskt eller estetiskt betydelsefull”.

## Rollista i urval
- Sylvia Sidney – Katherine Grant
- Spencer Tracy – Joe Wilson
- Bruce Cabot – Kirby Dawson
- Walter Abel – distriktsåklagare
- Edward Ellis – sheriff
- Walter Brennan – "Bugs" Meyers
- Frank Albertson – Charlie
- George Walcott – Tom
- Arthur Stone – Durkin
- Morgan Wallace – Fred Garrett
- Gwen Lee – Mrs. Fred Garrett
- George Chandler – Milton Jackson
- Roger Gray – främling
- Edwin Maxwell – Vickery
- Howard C. Hickman – guvernör
- Jonathan Hale – försvarsadvokat
- Leila Bennett – Edna Hooper
- Esther Dale – Mrs. Whipple
- Helen Flint – Franchette
- Frederick Burton – domare Daniel Hopkins